# 莒光号
莒光号（きょこうごう）は、中華民国（台湾）の台湾鉄路管理局（現台湾鉄路公司、以下「台鉄」に略称）で運行されている列車種別の一つ。自強号の補完列車として運行され停車駅が多く、日本の鉄道における日本国有鉄道・JRの急行に相当する。
名前の由来は、蔣介石の訓示である「毋忘在莒」「光復大陸」による。

## 歴史

### 莒光号登場から自強号登場まで

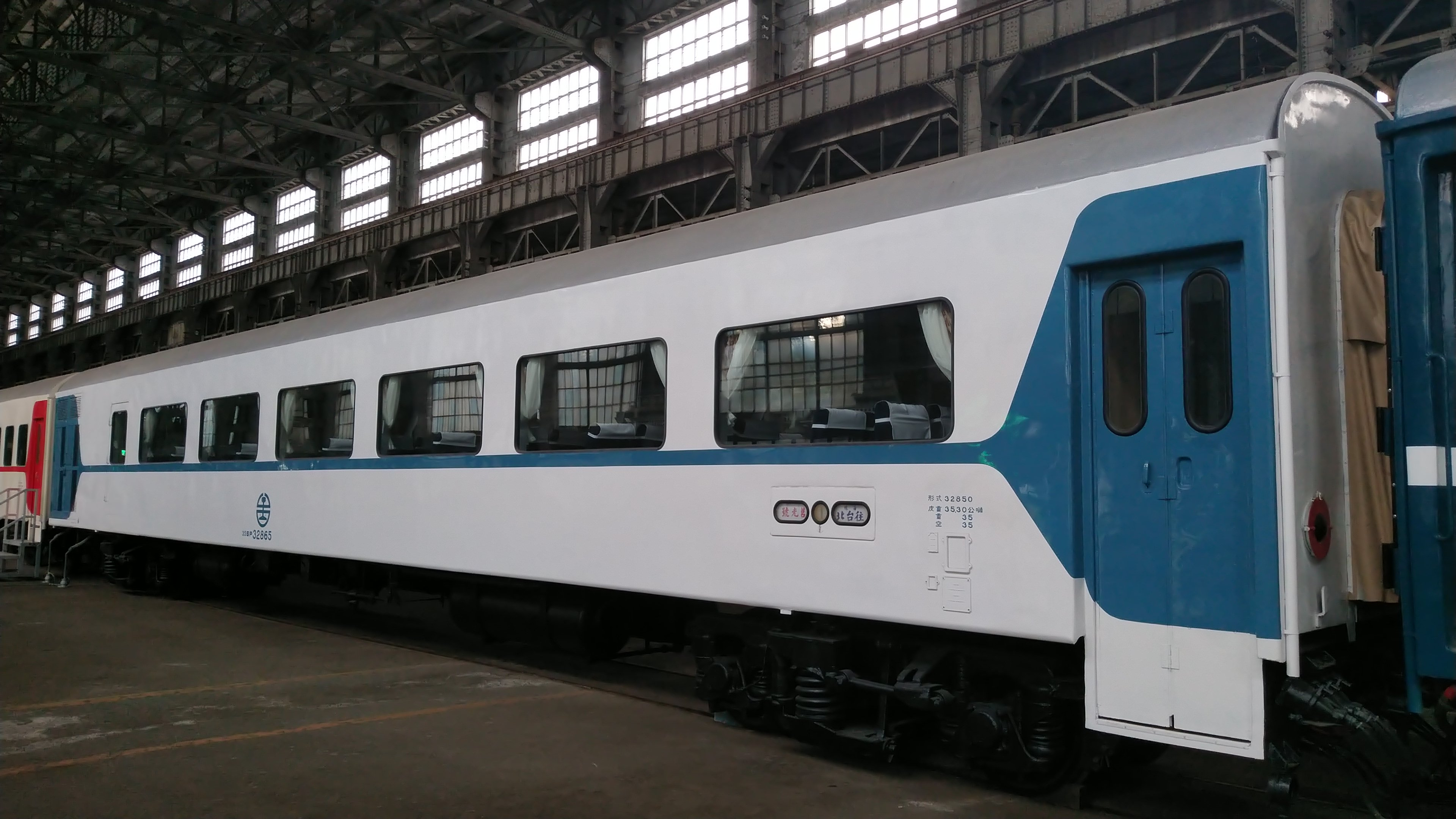
台北機廠にて展示される、莒光号登場時の塗装の客車

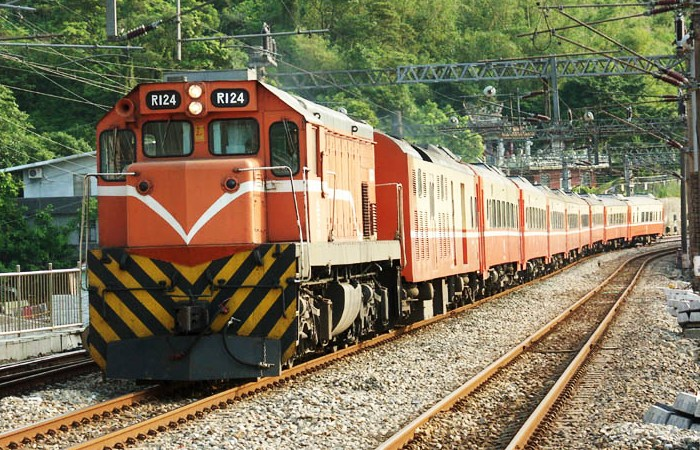
R100型ディーゼル機関車牽引の莒光号（塗装変更後）

1970年2月3日、莒光号はR100型ディーゼル機関車により牽引されて運用が開始された。当日の運行は台北～台中間の1011～1014次列車であり、運賃は当時の普通列車の3倍に相当する117元であった。日本車輌製造と日立製作所が共同生産した35SP32850型客車27輌を中心に、世界銀行からの借款により導入された車両で構成されていた。同年2月20日には台北～高雄間の西部幹線全線での運用が開始されている。
上記の車両以外にも、1970年代から80年代中期にかけて多くの車輌が投入された。登場当初の車両と型式は異なるが、復興号用客車の塗装に近い白地に青線という塗装と、内装に絨毯やソファを使用している点では共通していた。なお塗装は、縦貫線の電化が完成すると現行のオレンジ色塗装に変更されている。

### 自強号登場以降
1978年、台湾鉄路管理局は電車を用いた優等列車として、新たに縦貫線で自強号の運行を始めた。これにより莒光号は第二優等となったが、自強号用の電車の車両数が少ないため、引き続き優等列車の主力として活躍していた。しかし、1996年に自強号用でプッシュプル式のE1000型電車が導入されてからは、圧倒的な編成数のために、莒光号はE1000型に地位を奪われることになる。1997年から1998年の2年間で、上りと下りの停車駅が少ない計6本の莒光号（上りは12、2、14、20、10、8次、下りは13、15、1、23、25、7次）が廃止され、自強号に置き換えられた。
1999年には、同年発生した921地震により山線（台中線）が大きな被害を受け、山線が運行可能になるまで海線経由で運行された。
2000年10月20日、エアコン付き復興号車両の、莒光号用10500型客車と観光列車への改造を開始したため、復興号の一部（104、126、113、119次）が莒光号（14、10、23、2次）に置き換えられ、通常の莒光号は10両編成から9両編成に短縮された。 停車駅と時間が復興号と変わらないため、便乗値上げと批判されたものの、その後も、多くの復興号が莒光号に変更された。なお、2004年5月中旬には、莒光号の定期列車が9両編成から8両編成に減車されている。
復興号からの格上げで一時本数が増加していた莒光号だが、その後2007年には台湾高速鉄道（THSR）が開通し自強号に太魯閣（タロコ）号が登場、また2013年には同じく自強号に普悠瑪（プユマ）号が加わるなど、莒光号よりも格上の列車の増強が進み、莒光号は東西両路線ともに徐々に本数を減らしていった。
2011年9月28日、列車番号が2桁から3桁に調整され、不定期列車は4桁のまま、千番台は5桁に固定された。

## 車輌

### 「新莒光」と「旧莒光」について

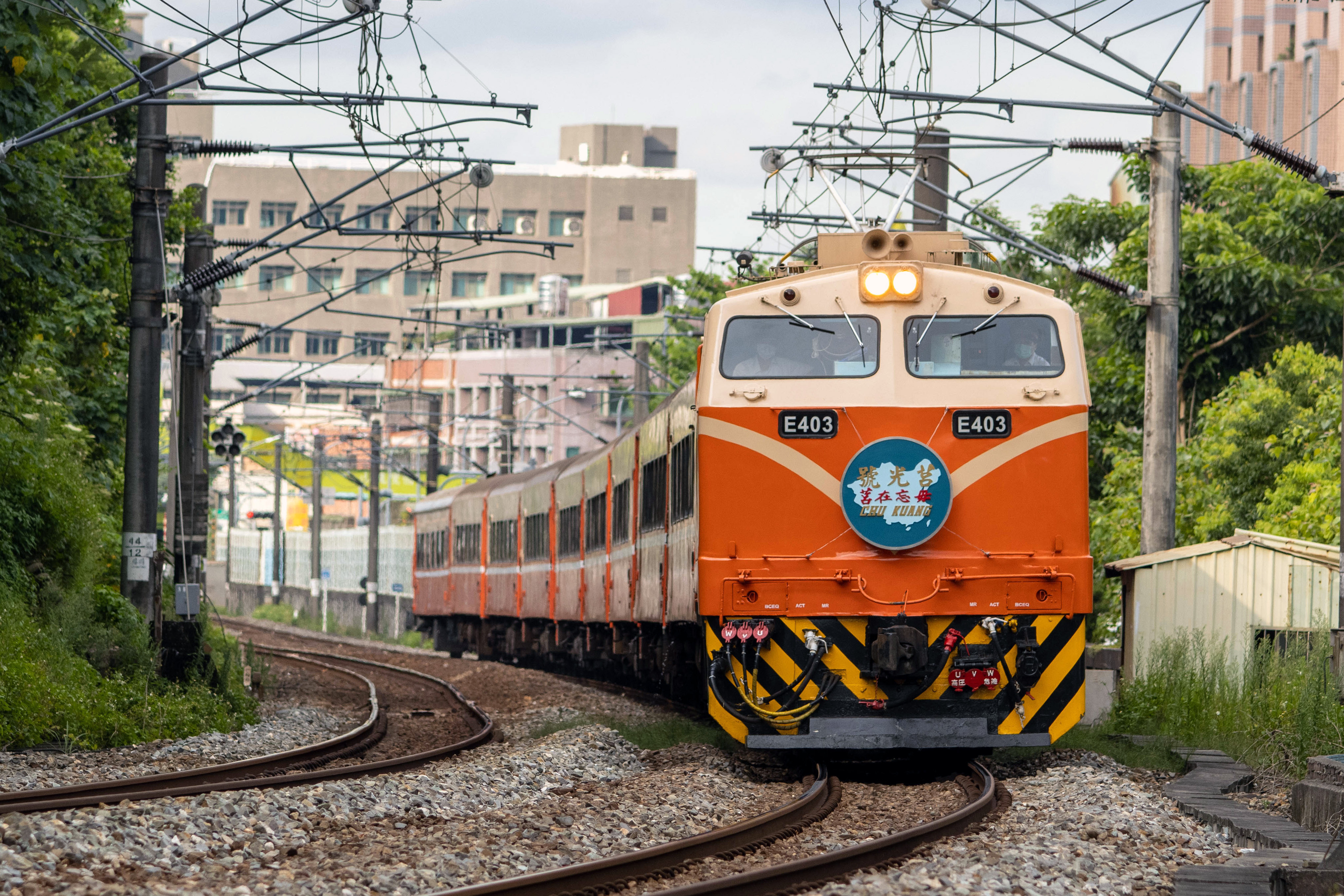
「旧莒光」客車を用いた莒光号の最終列車

1995年から各型莒光号のドアが自動化され始め、LEDサボを採用すると同時に障害者設備を整備した。この改造を施した莒光号は通称「新莒光」と呼ばれる。これに対して、従来の手動ドア車両は「旧莒光」と呼ばれた。2004年春には10600型の莒光号が加わり、2005年末時点では441輌が運用されていた。
その後も新製投入及び改造が続けられ、2022年6月28日の運行を以て「旧莒光」客車は引退した。最終列車となる七堵駅発新左営駅行の521列車には、機関車に莒光号登場時についていたものを再現したヘッドマークが掲示され、最後尾には通常連結されないパーラーカーが特別に連結された。

### 充当車輌（2000年代中頃）
- 客車（旧莒光）
  - 35SP32600
  - 35SP32720
  - 35SP32750
  - 35SP32800
  - 35SP32850
  - 35SP32950

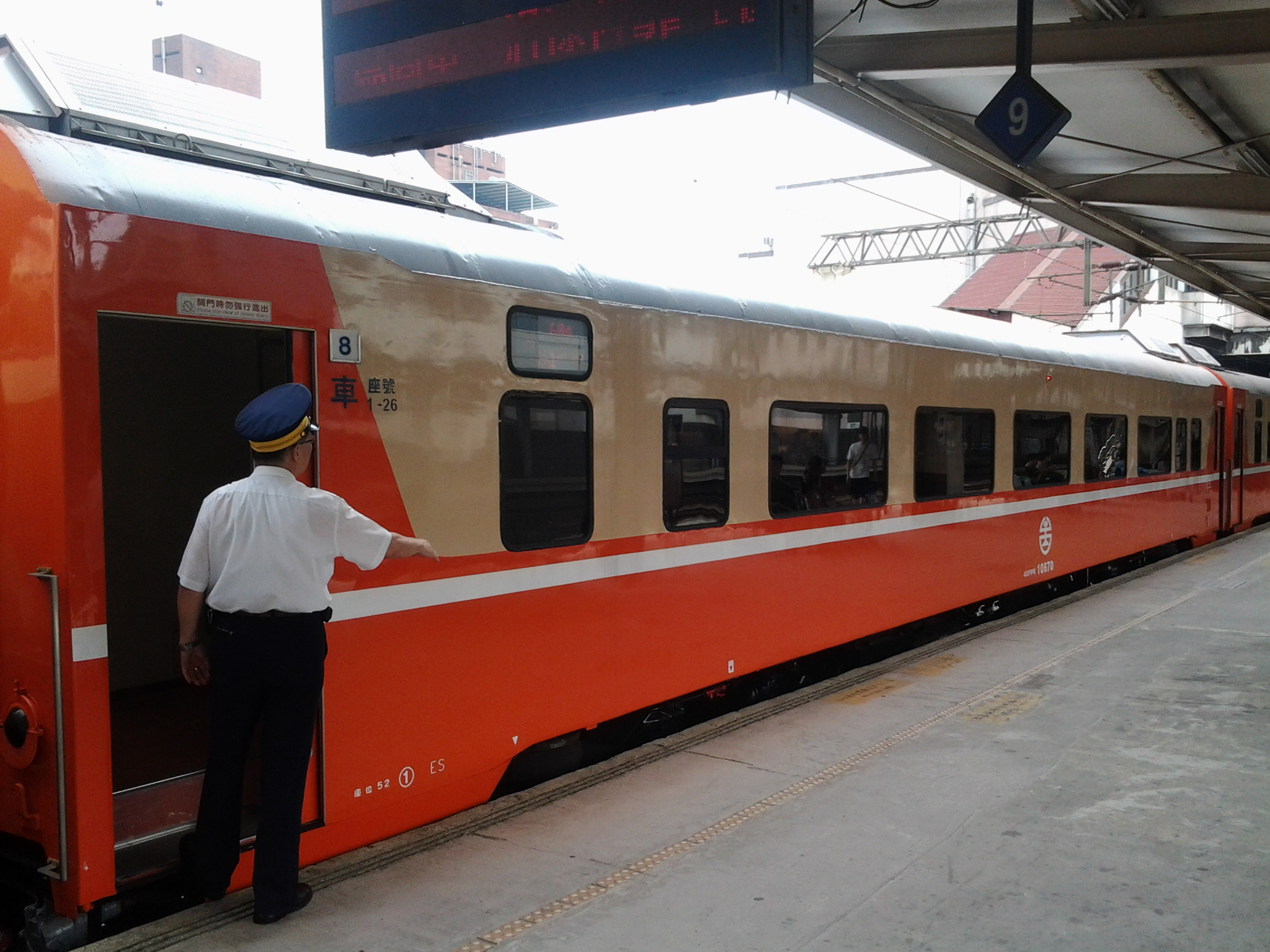
40FPK10670号客車

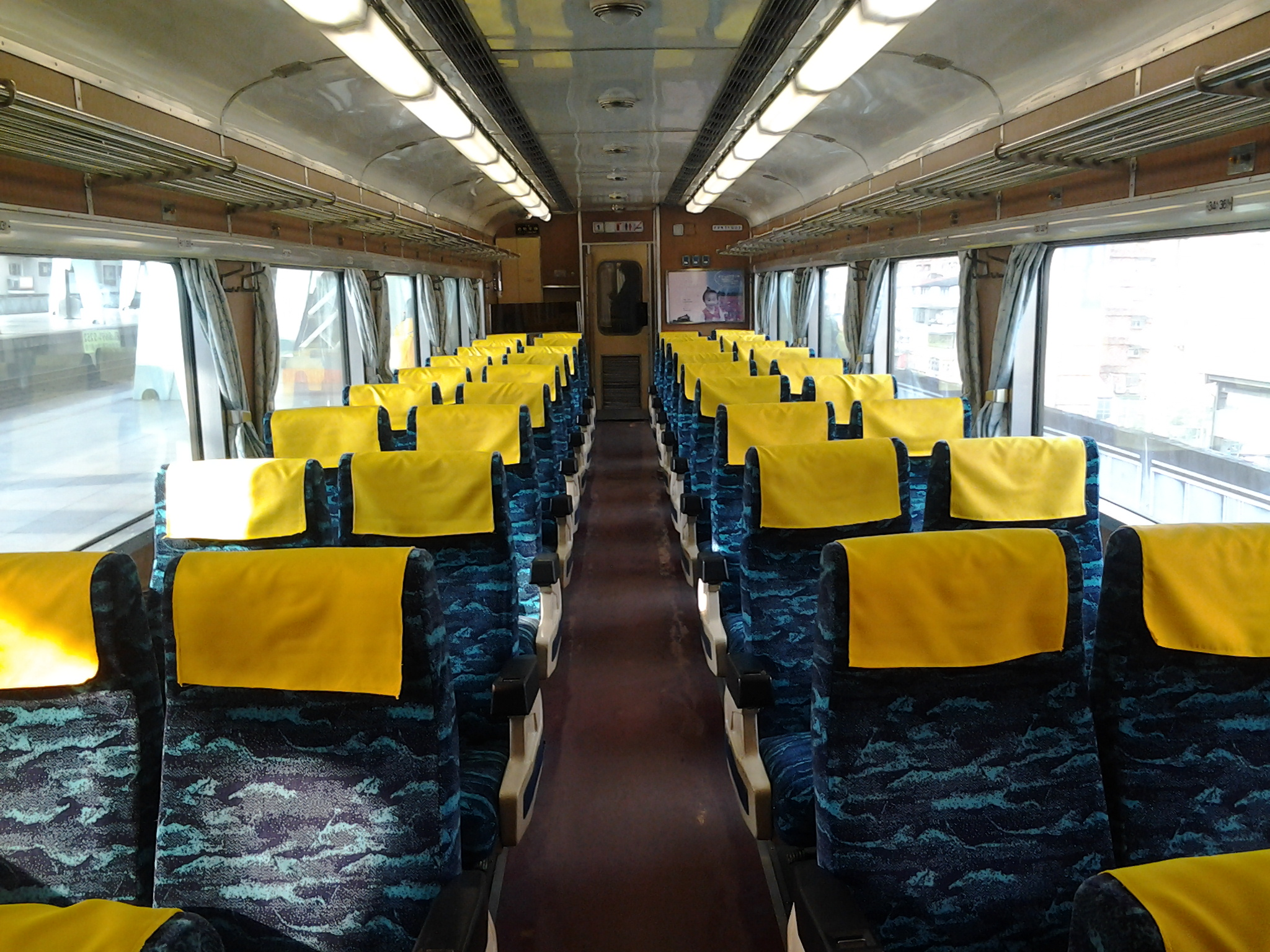
莒光号の車内

  - 40FP10000(FP10001-FP10064)
  - 40FPK10000(FPK10001-FPK10008)
  - 40FPK11000
  - 35FP1000
  - 35FPK1000
  - 35FPK1100
  - 40FP10100
  - 40FPK10100
  - 40FPK11100
  - 35FPK10200
  - 35FPK11200
  - 35FPK11300
- 客車（新莒光）
  - 35FPK10400
  - 35FPK11400
  - 35FPK10500
  - 35FPK11500
  - 40FPK10600
  - 40FPK11600

## 運行

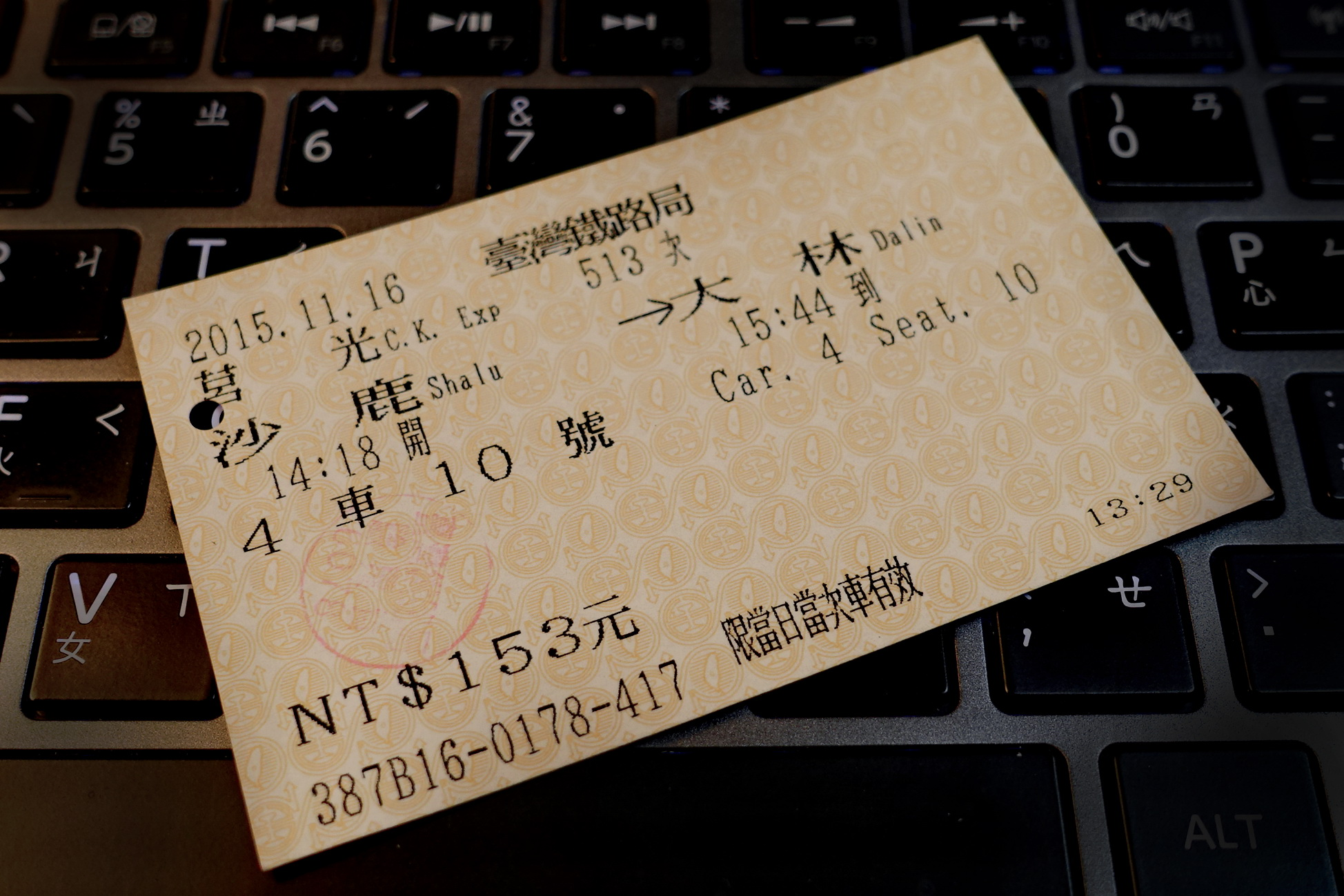
莒光号の切符

2000年代中頃に運用されていた莒光号客車は合計441輌、総座席は22,000席を超えていた。2004年の年間延べ乗客数は20,374,404人である（台鉄全体では168,473,029人）。
非電化区間などディーゼル機関車牽引の場合には冷房電源供給用に電源荷物車が連結されていた。
また、一部は商務車を連結した環島之星号として団体観光列車に活用されている。
通常の時間帯に運行される莒光号のほか、東部幹線では1週間に1往復（週末）のみの夜行列車が莒光号として運行されている。かつては西部幹線でも夜行列車の莒光号が運行されていたが、2016年限りで廃止された。

## 将来
2024年をめどに莒光号は復興号とともに段階的に廃止され、EMU900型(区間車・区間快車）とEMU3000型(自強号)に置き換えられる予定である。